# Yorkana, Pennsylvania
Yorkana là một thị trấn thuộc quận York, tiểu bang Pennsylvania, Hoa Kỳ. Năm 2010, dân số của thị trấn này là 229 người.